# Where Quality Is Job Number 1
Where Quality Is Job #1 – podwójny minialbum kanadyjskiej grupy Propagandhi. Został wydany na dwóch 7" płytach. Strony nie są ponumerowane w standardowy sposób (A, B, C, D) lecz: F, U, C, K Off. Kontynuacją tego albumu jest płyta CD o takim samym tytule wydana w 1998 roku.

## Lista utworów
7" #1
Strona F
1. "Die for the Flag" – 4:01
2. (solo na gitarze, utwór nieznany) – 1:01

Strona U
1. "Degrassi Jr. High Dropouts" 0:04
2. "Bent" – 2:30
3. "Greenest Eyes (live)" – 0:53
4. "Who Will Help Me Bake This Bread? (live)" – 2:39

7" #2
Strona C
1. "Kill Bill Harcus" – 1:12
2. "Support Gun Control...Kill a Hunter" – 1:48
3. "Hidden Curriculum" – 1:04

Strona K Off
1. "Gov't Cartoons (live)" – 3:43
2. "Leg-Hold Trap (live)" – 2:58